# Tribistovo
Tribistovo ist eine Dorfgemeinde in Bosnien und Herzegowina und gehört zur Großgemeinde Posušje. Die nächstgelegene größere Stadt ist Posušje. Nördlich von Tribistovo liegt Rakitno, westlich Vučipolje, südlich Posušje.

## Bevölkerung
Tribistovo wird unterteilt in:
- Piškovići
- Čuture
- Oreči
- Marasi
- Bakule
- Bešlić
- Penava